# Metting
Metting (deutsch und 1719: Mettingen) ist eine französische Gemeinde mit 425 Einwohnern (Stand 1. Januar 2022) im Département Moselle in der Region Grand Est (bis 2015 Lothringen). Sie gehört zum Arrondissement Sarrebourg-Château-Salins.

## Geografie
Metting liegt etwa 15 Kilometer nordöstlich von Sarrebourg und acht Kilometer nordwestlich von Phalsbourg an der Grenze zum Krummen Elsass auf einer Höhe zwischen 238 und 316 m über dem Meeresspiegel. Das Gemeindegebiet umfasst 5,21 km².
Zur Gemeinde Metting gehört auch der Weiler Graenzhoff (Grenzhof).

## Geschichte
Der Ort gehörte ab 1766 zu Frankreich, kam durch den Frieden von Frankfurt 1871 an Deutschland und wurde nach dem Ersten Weltkrieg wieder französisch. Auch in der Zeit des Zweiten Weltkriegs war die Region wieder unter deutscher Verwaltung.
Das Gemeindewappen zeigt die Zugehörigkeit von Metting im Mittelalter: heraldisch rechts die Herren von Fénétrange-Géroldseck und links das Symbol der Grafschaft Saarwerden.

### Bevölkerungsentwicklung
| Jahr      | 1962 | 1968 | 1975 | 1982 | 1990 | 1999 | 2007 | 2019 |
| Einwohner | 313  | 307  | 299  | 301  | 306  | 302  | 343  | 419  |

## Kultur und Sehenswürdigkeiten

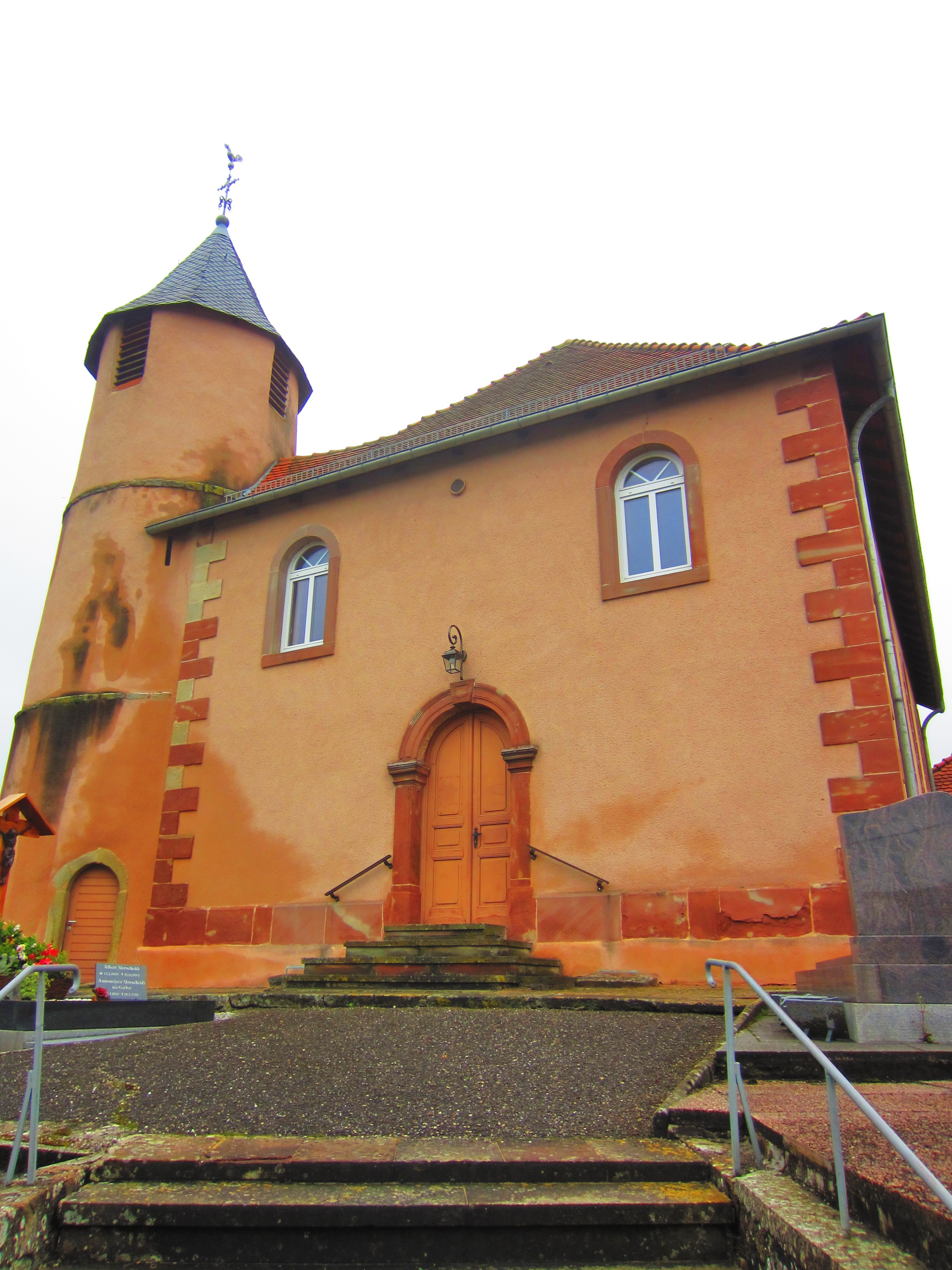
Rundturmkirche Saint-Martin
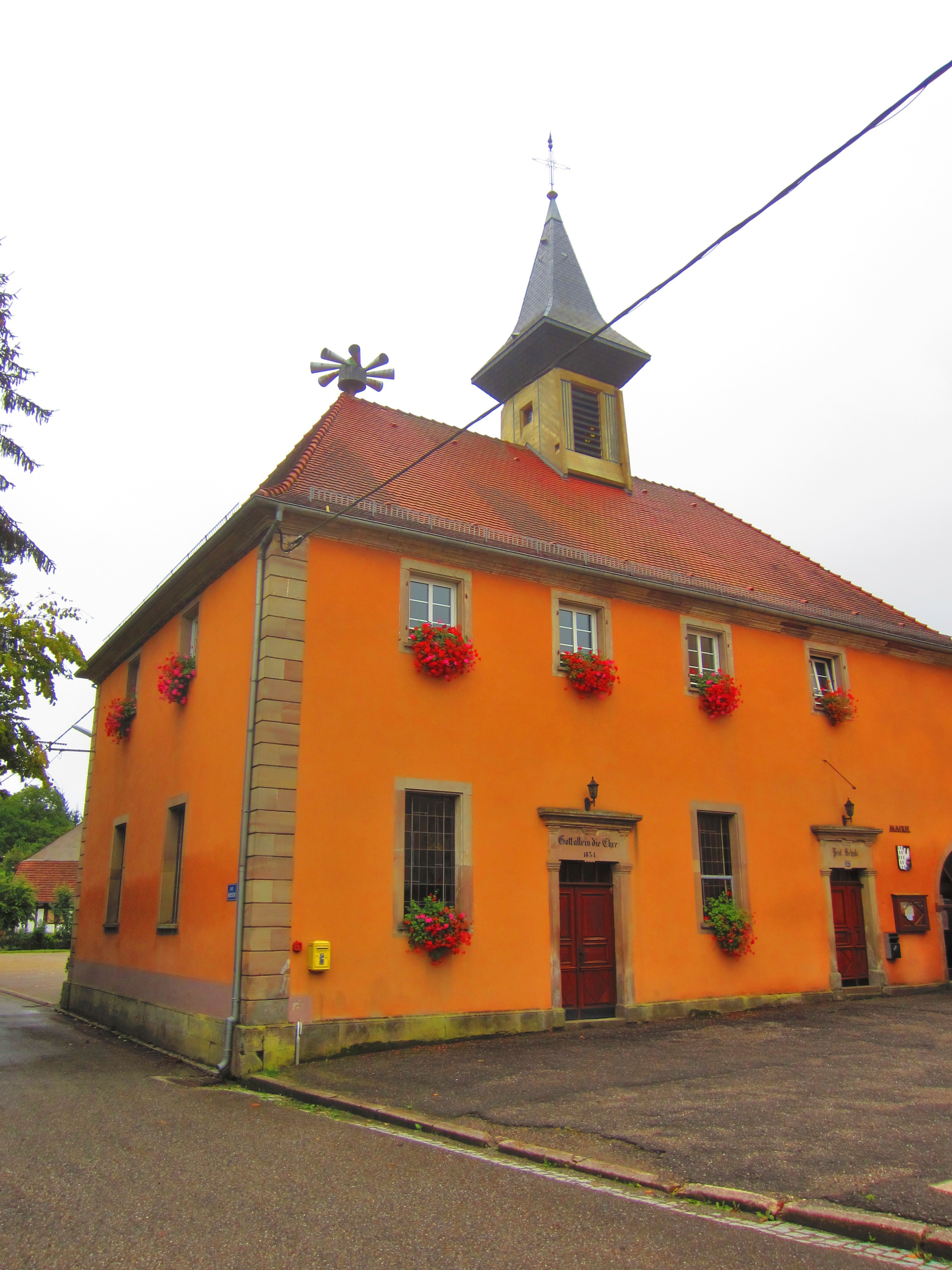
Protestantische Kirche und Mairie

## Belege
1. ↑  Wappenbeschreibung auf genealogie-lorraine.fr (französisch)